# Josef Rodler von Roithberg
Josef Rodler von Roithberg (německy Joseph Rodler Edler von Roithberg) (17. září 1864 Svatý Tomáš – 26. května 1933 Turrach) byl rakousko-uherský admirál. U c. k. námořnictva sloužil od roku 1883 a jako nižší důstojník absolvoval několik zaoceánských cest. Později byl velitelem několika válečných lodí a působil také v námořní administraci na ministerstvu války. Za první světové války zastával funkci náčelníka štábu válečné flotily (1913–1917) a nakonec byl jako zástupce přednosty námořní sekce na ministerstvu války současně zástupcem vrchního velitele námořnictva (1917–1918). Postupoval v hodnostech (kontradmirál 1915, viceadmirál 1918) a získal i šlechtický titul (1918). Ještě v průběhu války byl přeložen na podružnou funkci velitele C. k. námořní akademie a po rozpadu monarchie byl odeslán do penze.

## Životopis

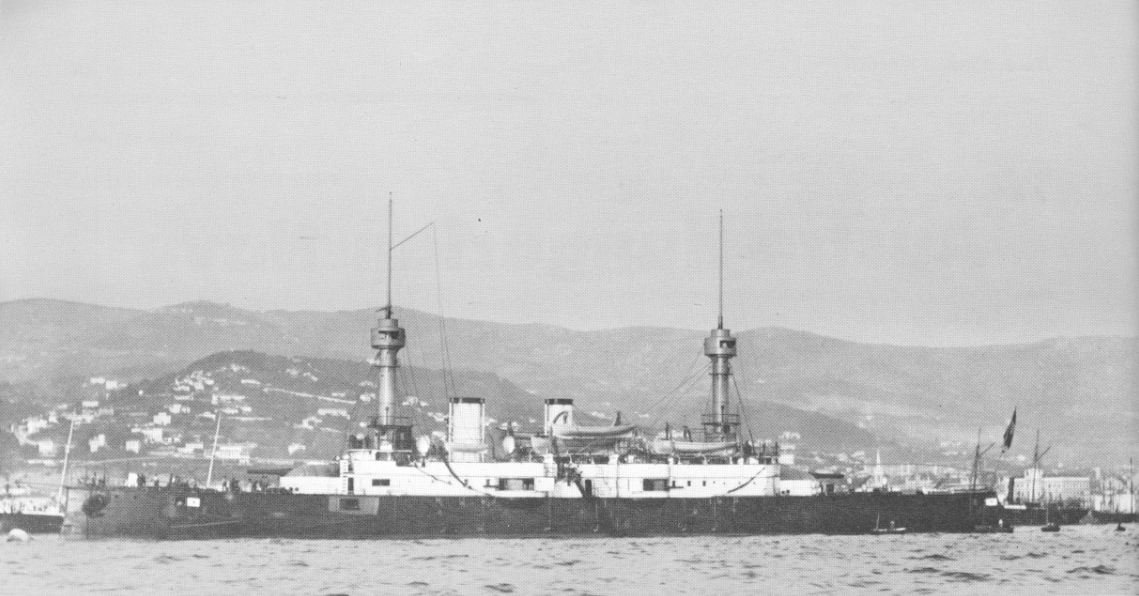
SMS Kaiserin und Königin Maria Theresia, vlajková loď kapitána Rodlera 1911–1912

Pocházel z jižních Čech, narodil se do rodiny, která v několika generacích sloužila ve správě lesů u knížat Schwarzenbergů, jeho otec Thomas Josef Rodler byl revírníkem. V letech 1879–1883 studoval na C. k. námořní akademii v Rijece. K námořnictvu vstoupil jako kadet v roce 1883 a v letech 1883–1884 absolvoval cestu kolem břehů Afriky na korvetě SMS Donau. Poté vystřídal službu na lodích SMS Radetzky a SMS Kaiser Max. V letech 1886–1888 byl účastníkem dvouleté expedice na Dálný východ pod velením kapitána Franze Müllera na korvetě SMS Aurora. V roce 1888 získal hodnost praporčíka, absolvoval kurz pro obsluhu torpéd a poté působil u zbrojního arzenálu v Pule.
V letech 1893–1896 působil jako instruktor dělostřeleckého výcviku na cvičné lodi SMS Novara pod velením kapitána Karla Spetzlera. Postupoval v hodnostech (poručík II. třídy 1893, poručík I. třídy 1897) a v letech 1897–1898 absolvoval další zaoceánskou plavbu na lodi SMS Donau. Cesta vedla přes Atlantský oceán do Karibiku a severní Ameriky se zastávkou v New Orleans. Během pobytu v USA byl Rodler nakrátko jmenován vojenským a námořním atašé ve Washintonu (1898). Na zpáteční cestě se loď krátce zastavila v Glasgow. Po návratu sloužil na křižníku SMS Leopard a poté již získal pod velení menší plavidla typu torpédových člunů. V letech 1901–1904 vedl technickou námořní školu a souběžně byl přidělen k velení námořní pěchoty. V letech 1904–1905 sloužil jako první důstojník na bitevní lodi SMS Habsburg pod velením kapitána Heinricha Denniga. a poté na dělostřelecké cvičné lodi SMS Radetzky kapitána Adolfa Sobieczkyho.
K datu 1. listopadu 1906 byl povýšen na korvetního kapitána s přidělením pozice prvního důstojníka na obrněné lodi SMS Custozza, která sloužila jako cvičná loď pro kadety námořní akademie. V roce 1908 byl jmenován velitelem torpédové lodi SMS Magnet. V hodnosti fregatního kapitána (1. listopadu 1909) byl povolán do Vídně, kde byl přidělen k prezidiální kanceláři námořní sekce na ministerstvu války. Od roku 1910 byl zástupcem ředitele prezidiální kanceláře Eugena Chmelarže.

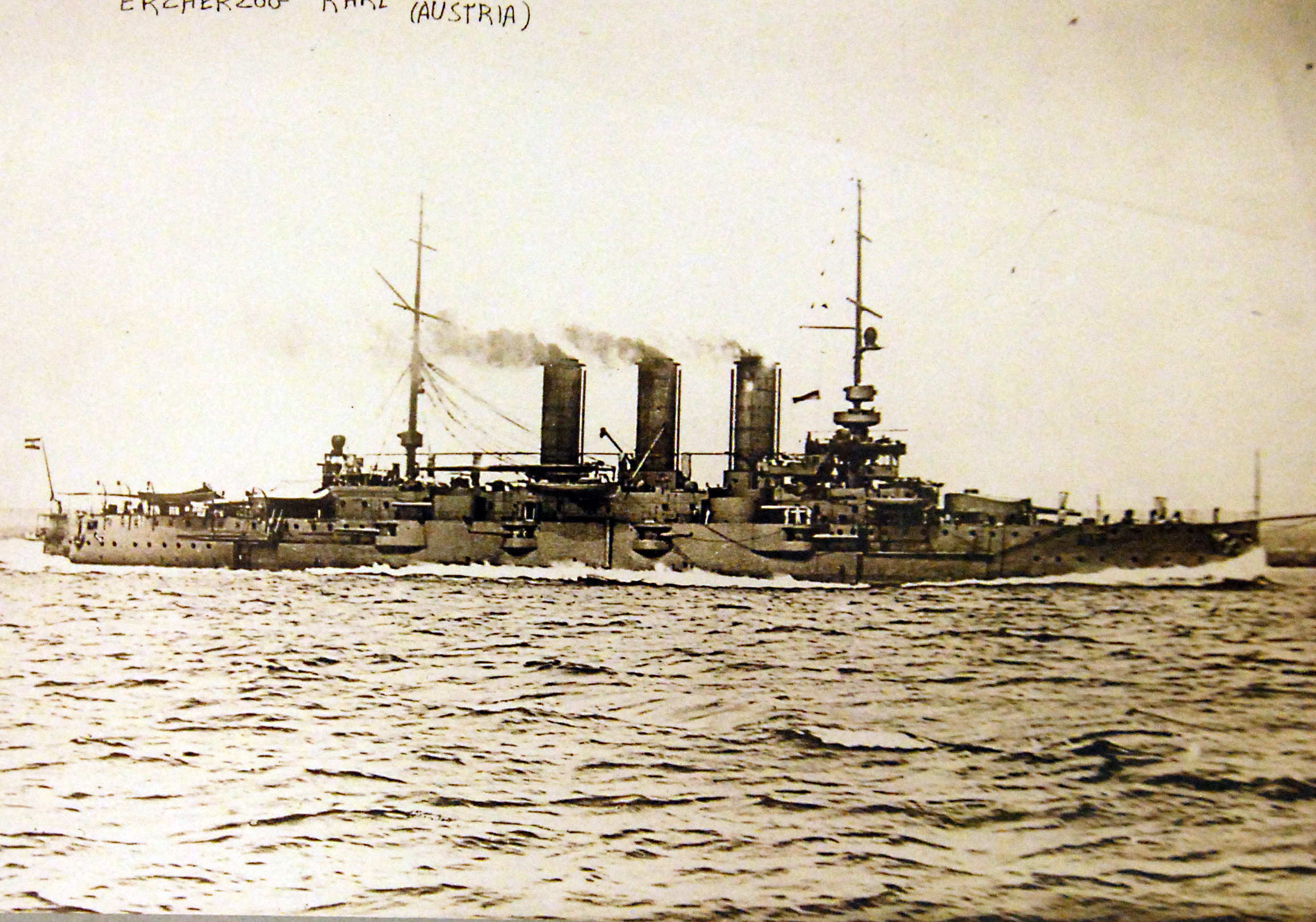
SMS Erzherzog Karl, vlajková loď kapitána Rodlera v letech 1912–1913

V letech 1911–1912 byl velitelem bitevní lodi SMS Kaiserin und Königin Maria Theresia a k datu 1. listopadu 1911 získal hodnost kapitána řadové lodi. S lodí SMS Kaiserin und Königin Maria Theresia podnikl téměř roční cestu po Středomoří se zastávkami na řeckých ostrovech (Korfu), Blízkém východě (Bejrút, Jaffa) a nakonec v severní Africe (Alexandrie, Tripolis). V roce 1912 byl krátce přidělen ke sborovému námořnímu velitelství v Pule a následně byl velitelem bitevní lodi SMS Erzherzog Karl (1912–1913). Od října 1913 byl vedl kancelář vrchního námořního velení v Pule a současně byl pobočníkem vrchního velitele námořnictva Antona Hause. Na začátku první světové války byl jmenován náčelníkem štábu válečné flotily a k datu 1. května 1915 byl povýšen do hodnosti kontradmirála. Po náhlém úmrtí Karla Kailera byl v únoru 1917 povolán znovu na ministerstvo války a stal se zástupcem přednosty námořní sekce, tím pádem i zástupcem vrchního velitele námořnictva (Maximilian Njegovan). Z této funkce byl odvolán v březnu 1918 a ke dni 1. května 1918 dosáhl hodnosti viceadmirála. V závěru první světové války zastával podružnou funkci ředitele C. k. námořní akademie, která v té době sídlila v Braunau am Inn. Po zániku monarchie byl k datu 31. prosince 1918 penzionován a od té doby žil v soukromí. Zemřel v Turrachu ve Štýrsku 26. května 1933 ve věku 68 let.
Oženil se až ve vyšším věku, v roce 1917 se jeho manželkou stala Greta Branowitzer-Rodlerová. Z manželství se narodil jediný syn Hardo Rodler von Roithberg (1918–1944), který se za druhé světové války vyznamenal jako kapitán německého válečného námořnictva a na pozici velitele ponorky U-989 zahynul při jejím potopení u Faerských ostrovů.

## Tituly a ocenění
V roce 1918 byl povýšen do šlechtického stavu s predikátem Edler von Roithberg (predikát byl odvozen od rodného příjmení Josefovy matky Aloisie, rozené Hönnerové von Roithberg). Nobilitace proběhla na základně osobního rozhodnutí císaře Karla I. 4. ledna 1918, příslušný diplom byl vystaven ministerstvem vnitra 25. ledna 1918. V uděleném erbu byla kromě tradičních heraldických zvířat (černý orel, jednorožec) vyobrazena také zlatá admirálská loď v modrém poli. Během služby u námořnictva se stal nositelem několika vysokých vyznamenání.
- Vojenský záslužný kříž (1898)
- Jubilejní pamětní medaile (1898)
- Služební odznak pro důstojníky III. třídy (1906)
- rytířský kříž Řádu Františka Josefa (1908)
- Vojenský jubilejní kříž (1908)
- Mobilizační kříž (1913)
- rytířský kříž Leopoldova řádu s válečnou dekorací (1915)
- Řád železné koruny II. třídy s válečnou dekorací (1918)